# HD 69596
HD 69596，又名CD-50 3227，SAO 235838、HR 3256，是一颗恒星，视星等为6.44，位于銀經265.98，銀緯-8.55，其B1900.0坐标为赤經8h 12m 30.3s，赤緯-50° -8.55′ 30″。